# Albert Cuesta
Albert Cuesta (Barcelona, 11 de septiembre de 1960) es un periodista, analista, traductor y conferenciante especializado en electrónica de consumo y tecnologías de la información.

## Trayectoria

### Actividad profesional
Empezó su trayectoria en el sector tecnológico como responsable de investigación y desarrollo de la empresa Acutres, a cargo del diseño, fabricación y verificación de los altavoces y cajas acústicas de la marca Vieta. También fue director en España de los servicios de asistencia técnica de Marantz y Aiwa, y de marketing de producto de las gamas de PC, impresión y redes de Philips.
En el ámbito informativo, entre 2004 y 2017 editó el portal CanalPDA.com sobre dispositivos, aplicaciones y servicios móviles. Previamente, dirigió o colaboró en publicaciones impresas como Sonido1, Hifimanía, Playboy, La Vanguardia, Binary, PC World, PC Plus y el diario Avui , digitales como La Vanguardia Digital y elEconomista y medios audiovisuales como FlaixFM, RAC1, COMRàdio, 8tv y XTVL.
Ha impartido clases de periodismo digital en la Universidad Internacional de Cataluña y de dirección estratégica de comunicación en la Universidad Pompeu Fabra.
Es el coordinador de la Alianza por la presencia digital del catalán y colabora en varios medios de comunicación como el diario Ara, Catalunya Radio y TV3. También edita el blog albertcuesta.com, la edición en español del boletín Mobile World Live de la GSMA y el blog del Observatorio Nacional 5G. 

### Activismo
En 1997, bajo el paraguas de la Asociación Club Cardedeu Online, creó la lista ciudadana de correo electrónico de Cardedeu, el municipio donde reside. Aún en funcionamiento, ha llegado a tener más de 700 suscriptores y se trata de una de las comunidades virtuales más veteranas de España, anterior a la aparición de las redes sociales. El Ayuntamiento de Cardedeu le otorgó un reconocimiento por la labor efectuada.
Fue el principal promotor de la campaña para conseguir que Twitter tuviera versión en catalán.
En Twitter también gestiona la edición catalana del servicio paneuropeo Politwoops, que archiva los tuits que borran los políticos en ejercicio después de haberlos publicado.
Promueve la alfabetización digital de los internautas, denunciando el rastreo por parte de las grandes plataformas tecnológicas y difundiendo recomendaciones para mitigarlo.

## Publicaciones
Más allá de documentación técnica y comercial de marcas de electrónica profesional y de consumo, ha traducido o adaptado varios libros de divulgación tecnológica y económica:
- Internet per a principiants (Pòrtic, 1997) ISBN 978 8473064705
- PC per a principiants
- Lo único importante: Cómo evitar el próximo, e inminente, colapso financiero (Deusto, 2017) ISBN, 978 8423425662
- Directo al infierno (Deusto, 2016) ISBN 9788423426454
- Cruzando el abismo (2015) ISBN 978-8498753554

## Premios y reconocimientos
Ha recibido varios galardones relacionados con su labor de divulgación sobre tecnología.
- 2010: X Premio Vodafone de Periodismo de la Fundación Vodafone España[22]
- 2012: Premio Excelencia de las Telecomunicaciones en Cataluña, otorgado por el COETTC (Colegio Oficial de Ingenieros de Telecomunicaciones de Cataluña) por los artículos publicados en el Ara.[23]
- 2013: Premio Blogs Catalunya al mejor blog profesional sobre TIC, por los artículos publicados en el Ara[24]
- 2017: Reconocimiento a un profesional independiente de comunicación, concedido por Eurecat[25]
- 2019: XX Premio Conexión de Divulgación y Comunicación, otorgado por Feceminte (Federación Catalana de Empresas Instaladoras de Telecomunicaciones)[26]
- 2020: Premio a la Comunicación y Divulgación de las TIC, por la sección 'Dígitos y trastos', dentro, Diari Ara. Otorgado por la Asociación Catalana de Ingenieros de Telecomunicación (Telecos.cat) y el Colegio Oficial de Ingeniería en Informática (COEINF)